# Padern
Padern è un comune francese di 142 abitanti situato nel dipartimento dell'Aude nella regione dell'Occitania.

## Storia

### Simboli
Lo stemma comunale di Padern si blasona:

## Società

### Evoluzione demografica
Abitanti censiti